# بهسازی شهری
بهسازی سکونتگاه‌های غیررسمی شامل بهبودهای کالبدی، اقتصادی، اجتماعی، سازمانی و محیطی است که در مقیاس محلی و به صورت مشارکتی میان شهروندان، گروه‌های محلی و مسئولین محلی، اعمال می‌شود.
بهسازی شامل سلسله اقداماتی است که به منظور بهبود کالبد که در نتیجه فرسایش فعالیت تحقق یافته است و در کوتاه مدت صورت می‌پذیرد. درواقع بهسازی زمانی صورت می‌گیرد که فرسودگی نسبی فضا از لحاظ عملکردی حادث شده باشد.
اقدامات بهسازی به‌طور عمومی موارد زیر را شامل می‌شود:
- ایجاد یا ارتقاء زیرساختها
- حذف یا کاهش آسیب‌های محیطی
- ایجاد مشوق برای مدیریت و نگهداری محله
- احداث یا مرمت تجهیزات محلی مانند مراکز بهداشت، مهدکودک و فضاهای باز عمومی
- به رسمیت شناختن حق مالکیت
- ارتقاء مسکن
- مکان‌یابی مجدد برای دسته کوچکی از ساکنان که در جریان اقدامات بهسازی جابجا شده‌اند
- افزایش سطح دسترسی به بهداشت، آموزش و برنامه‌های حمایتی اجتماعی برای پاسخگویی به مسائلی چون امنیت، خشونت، اعتیاد و غیره
- بهبود فرصت‌های کسب درآمد
- ایجاد سرمایه اجتماعی و چارچوب‌های نهادی برای پایدار نمودن پیشرفت‌ها

## ابعاد بهسازی شهری

### بعد حقوقی
اصل اساسی در بهسازی سکونتگاه‌های غیررسمی که در اغلب کشورهای جهان پذیرفته شده‌است، قانونی کردن و نظم دادن به داراییها و اموالی است که شرایط متزلزل و ناامنی دارند، به ویژه زمین‌هایی که به‌طور نامعلوم و نامشخص اشغال شده‌اند. تأمین امنیت اقامت و به عبارت دیگر اعطای حق مالکیت به اشغال کنندگان غیرمجاز باعث می‌گردد که آن‌ها برای بهبود شرایط سکونت خود رغبت بیشتری داشته باشند.

### بعد اقتصادی
هزینه‌های بهسازی سکونتگاه‌های غیررسمی بسته به نوع مداخلات می‌تواند بسیار اندک و در حد توان مالی ساکنان این مناطق یا بسیار بالا و نیازمند کمک‌های مالی دولت، بخش خصوصی و نهادهای بین‌المللی باشد. مسئله اساسی به منظور دوام منابع مالی، طراحی برنامه‌ها به گونه‌ای است که مبتنی بر منابع درآمدی جوامع فقیر، شهر و کشور باشد. در کنار بهسازی سکونتگاه‌های غیررسمی باید به توسعه اقتصادی منطقه و ایجاد اشتغال و منابع مالی پایدار برای ساکنان توجه داشت.

### بعد کالبدی
بهسازی کالبدی سکونتگاه‌های غیررسمی طیف وسیعی از اقدامات، از بهسازی جزئی نمای واحدهای مسکونی تا احداث شبکه‌های عمومی آب و فاضلاب را در بر می‌گیرد. بهبود وضعیت کالبدی سکونتگاه‌های غیررسمی علاوه بر تأثیر مستقیم بر ارتقاء کیفیت زندگی قشرهای فقیر جامعه، افزایش سطح بهداشت محلات و کاهش بیماری‌ها، به‌طور غیرمستقیم بر افزایش حس تعلق به مکان و در نتیجه تلاش برای بهبود هرچه بیشتر کیفیت سکونت در این محلات خواهد شد.

## مدل‌سازی اطلاعات ساختمان و طرح‌های شهری
یکی از ایده‌های جدید موجود در طرح‌های شهری با توجه به ویژگی‌های همچون تجسم سه بعدی و فضاسازی فوق‌العاده ابزار مدل‌سازی اطلاعات ساختمان (BIM) استفاده از آن در طرح‌های شهری و بخصوص استفاده از آنالیز انرژی آن جهت بررسی اتلاف انرژی در زیر ساخت‌های شهری است که به تازگی مورد استفاده قرار می‌گیرد. از سوی دیگر یکی از جذابیت‌های استفاده از BIM، مفهوم قابلیت پاسخگویی آن به پروژه «از مرحله گهواره تا گور» است که شامل عملیات بهره‌برداری و نگهداری، پس از پایان پروژه می‌باشد. از آنجایی که مدل BIM در حین ساخت، به‌طور مداوم به روز می‌گردد، بنابراین مدل تحویل داده شده به مهندس مسئول بهره‌برداری و نگهداری تجهیزات، همان نقشه‌های As Built نهایی خواهند بود. علاوه بر آن، تمام اطلاعات مربوط به محصولات، مصالح و سیستم‌های نصب شده در پروژه، به‌طور مستقیم به دفترچه راهنمای استفاده از آنها، که مورد استفاده مسئول آن قرار می‌گیرد، مرتبط می‌گردد. این جذابیت مدل سازی اطلاعات ساختمان باعث شده که استفاده از آن در تعمیر و نگهداری ساختمان حتی در ساختمان‌های موجود که فاقد مدل هستند با انجام اسکن لیزری از ساختمان به خصوص در مورد ساختمان‌های تاریخی و میراث فرهنگی مورد توجه قرارگرفته‌است که ازجمله این موارد می‌توان به استفاده از آن در تالار بریزبن استرالیا اشاره نمود.